# تئودور روسو
اتین پیر تئودور روسو (به فرانسوی: Étienne Pierre Théodore Rousseau) ‏(۱۵ آوریل ۱۸۱۲ — ۲۲ دسامبر ۱۸۶۷) نقاش منظره‌کش فرانسوی و از نمایندگان مکتب باربیزون بود. منظره‌های او بیشتر دارای فضایی جدی و سودازده هستند.

## نگارخانه

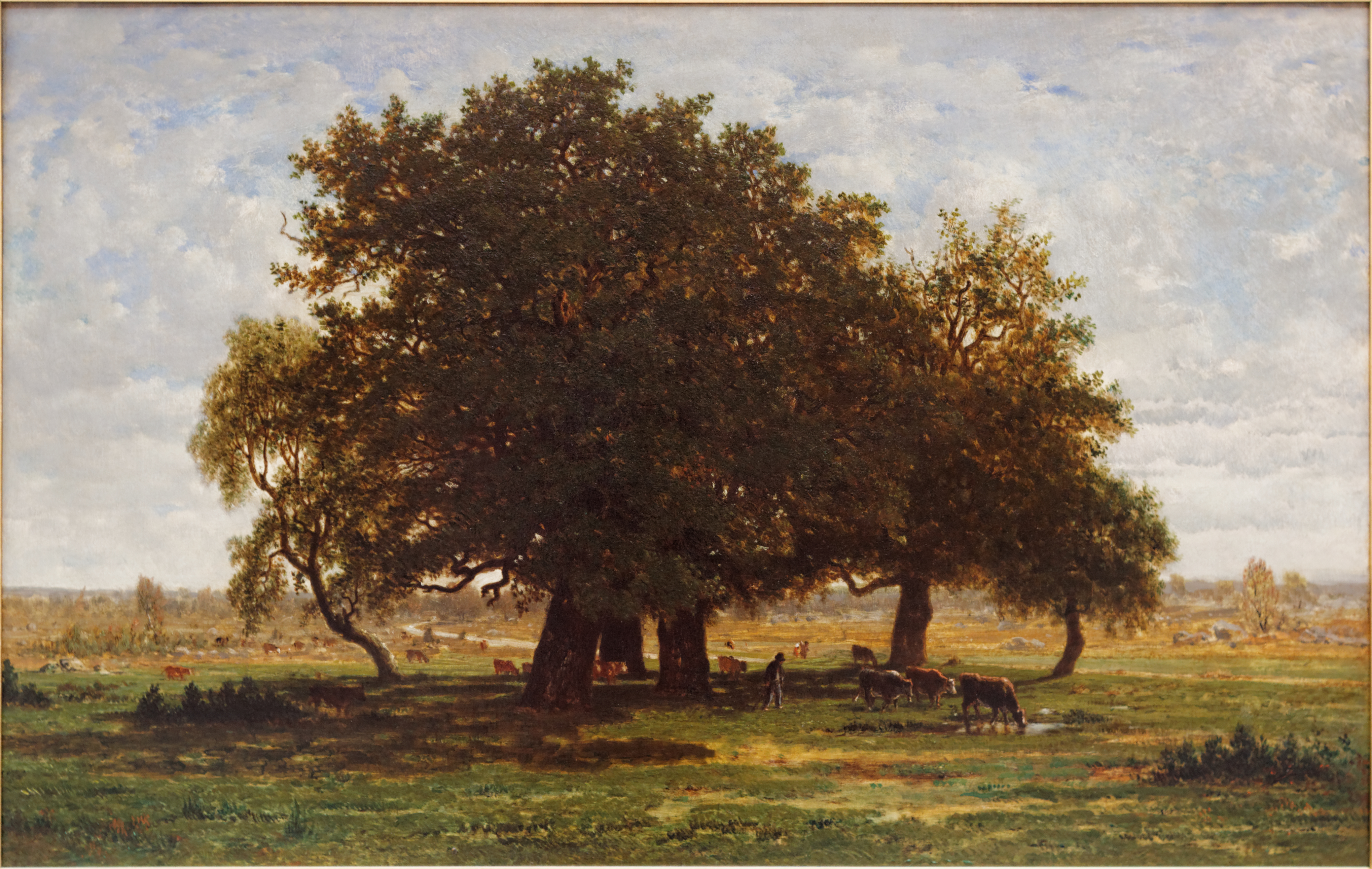
بلوط‌های اپرمون، ۱۸۵۰–۵۲، رنگ روغن روی بوم، ۶۴ × ۱۰۰ سانتی‌متر، موزه لوور، پاریس
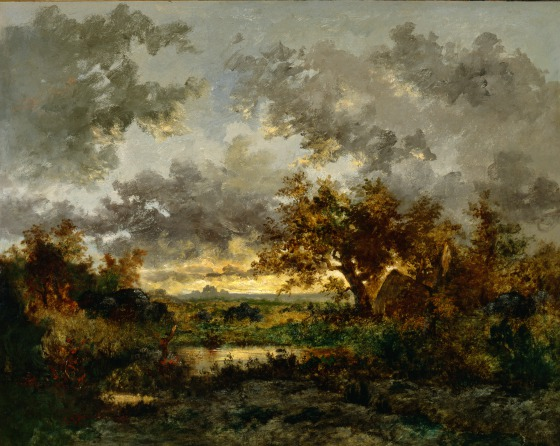
کلبه زغال‌سنگ، حدود ۱۸۵۰، موزه هنر دالاس، رنگ روغن روی بوم، ۸۰ × ۱۰۰ سانتی‌متر